# Patrick Ochs
Patrick Ochs (14 de Maio de 1984) é um futebolista alemão. Ele representou a equipe da Alemanha Sub-21 no Europeu Sub-21 em 2006.